# 少女コマンドーIZUMI
『少女コマンドーIZUMI』（しょうじょコマンドーいづみ）は、1987年11月5日より1988年2月18日まで毎週木曜日19:30 - 20:00に、フジテレビ系列で放送されていた日本のテレビドラマ。東映制作。主演は五十嵐いづみ。

## 概要
最初はフジテレビの超人気ドラマだった『スケバン刑事』シリーズの後継番組『スケバン刑事4』として預定だった、が、前番組『スケバン刑事III 少女忍法帖伝奇』は観客を引き付けるため、神と悪魔の戦いなどの要素が加えられた、それで原作者が非常に怒った、原作者は著作権を取り戻し、『スケバン刑事』のタイトルの許可を拒否した。『スケバン刑事』のタイトルの人気を失う、一度も視聴率が10%を超えず、最低視聴率がわずか3.6%（第14話・1988年2月11日放送分）と低視聴率にあえぐなど前作ほどの人気は得られず、20話以上制作する予定が大幅に短縮され、放送開始から4か月で打ち切りとなったが、物語は完結させている。
番組終了の2ヶ月後、本作品を制作した東映とフジテレビは『花のあすか組』で女学生主人公の特撮ドラマを復活させたが、編成方針の変更で月曜日のローカルセールス枠に放送時間が変更された。
アーノルド・シュワルツェネッガー主演のアクション映画と同名の『コマンドー』を冠したタイトルに加えて、オープニングでは主人公・五条いづみが対戦車ロケットランチャー（M72 LAW）を撃つシーン（第一話の流用）が使われ、予告編では構えるカットが使用されていた。
地上波での再放送は石川テレビや北海道文化放送で行われたことがあるが、関東地区や関西地区では未だに行われていない。その後、2007年3月にDVDが発売された。DVDの封入特典である解説書の脚本家インタビューによると、本作品は当初『スケバン刑事IV』として企画され、第二次世界大戦を逃れ日本に漂着したナチスが日本の制圧を画策するのを、四代目麻宮サキが阻止するストーリー構成となっていたが、前作『スケバン刑事III 少女忍法帖伝奇』での人物設定について原作者・和田慎二の不興を買い、映像化困難と判断した制作陣が新企画として本作品の骨子が形成された経緯が明かされた。

## あらすじ
身に覚えのない殺人の罪を着せられた女子高生・五条いづみは、警官たちから逃走中、海に転落し行方不明となる。いづみは、謎の組織・ R機関に救出され、戦闘兵器となるための極限の訓練を受ける。
しかし3年後、いづみは最終段階の洗脳前に脱走したことから、R機関は組織の機密事項であるいづみを抹殺する指令を下した。組織の刺客に追い詰められ極限に達した時、いづみの頭の中に謎の声が響く……「バイオ・フィードバック！　戦う意思が、お前の身体を最終兵器に変える！」
それとともに、いづみの身体は常人を遥かに超えたパワーとスピードで刺客を倒してしまった。いづみは自分の身体の秘密に戸惑いながらも、その能力と訓練中に身に着けた技能で自らの奪われた青春を取り戻すべく組織に立ち向かうのだった。

## オマージュ
五条いづみの戦闘シーンに『地上最強の美女バイオニック・ジェミー』、監禁シーンには『女囚さそり』、青春群像的要素には『野良猫ロック』、脚本家の我妻正義が好んでいた『特捜刑事マイアミ・バイス』、当時、若者に絶大な人気のあった漫画『力王』など、前作『スケバン刑事』と比較して、海外映画や劇画・漫画などの他作品へのオマージュ的な要素が多数ちりばめられている。

## キャスト

### 主要人物
五条いづみ（ごじょう いづみ）〈18〉
演 - 五十嵐いづみ
主人公。1969年11月16日生まれ。身長161cm。スリーサイズ（B/W/H） = 80cm / 58cm / 83.5cm。
10歳までは普通の家庭で生活していたが、ある事故で母・美穂は即死、父・誠夫も病床でいづみ宛ての手紙を書き遺した末に程無く他界している。それ以降は天涯孤独となり、そして中学時代では既に不良のレッテルを貼られ、いつしか周囲から「アイスドール」と異名されるまでに変貌を遂げ恐れられ、同時に真似出来ない生き方の意味で尊敬もされていた。
3年前（15歳）、麗子殺害容疑で藤原に指揮された晴海署警官隊と埠頭での乱闘の末、自ら東京湾に転落するも死体は発見されず、表向きは1984年11月5日付で死亡とされている。それ以降不良たちの間で伝説として語り継がれていた。
しかし、実際はその直後にR機関のダイバーに救助された上で拉致され、翌11月6日にプロトタイプ1号・コードネーム“IZUMI”として始動しており、3年間バイオフィード・バック戦士として強制的に軍事訓練させられ、脱出した上で復讐を目標に生きて来た。
大脳・前頭葉にある変性意識に働きかけることで、バイオ・フィードバックが行われ、最大限に運動能力が引き出される。戦闘能力は前作『スケバン刑事III 少女忍法帖伝奇』の風間三姉妹を上回り、近代武器で武装した軍隊一個師団に匹敵する。情報収集能力はCIAに勝る。コマンドーとしての最終段階である洗脳を目前に脱出したため、完全ではないものの、未知の能力が秘められている模様。
必殺拳法の一つである骨法を習得している。
勝ち抜き相撲選手権でチャンピオン最有力候補とされる程の腕力を誇る。
何事にも一生懸命な根性は星飛雄馬にも劣らない一方、美術の授業では絵心が壊滅的に下手で恵子たちに爆笑される始末。
口癖は「私を怒らせないで」。
サバイバル・ソー
いづみがR機関に拉致され、神谷俊次が実験場に連行された後にR機関の目を盗んで脱出を目的に作成した武器。未使用時はリング状になっている。鎖の両端に丸いリングが付いており、普段はブレスレットとしていづみの腕に装着している。
スリング・ショット
折畳式で所謂パチンコであるが、抜群の命中精度を誇る。ゴムの付け根のショックアブソーバーで手首を固定出来るので照準が定めやすく、正確な狙撃が可能となる。弾丸は鉄製のベレットで、かなりの破壊力・命中率がある。
ガーバーナイフ
サバイバルナイフ。
湯浅恵子（ゆあさ けいこ）〈17〉
演 - 土田由美
晴海学園内で暗躍する、闇の学生中央委員会の会長。
自身が姉のように慕っていた先輩・麗子の殺人犯としていづみに憎しみを抱いていたが、佐織の証言を契機に態度が軟化していき、自身との決着の保留を名目に裏工作によっていづみを晴海学園に転入させる。やがていづみと凸凹コンビぶりを発揮していき、彼女のために専用の部屋を提供しており、果ては「バーガー・イン・SAKI」でのクリスマスパーティーの際、訓練所でも行われていたのか問うた直後に「戦場のメリークリスマス」と親父ギャグで茶化す始末。
前々作『スケバン刑事II 少女鉄仮面伝説』の中村京子に相当する人物。
R機関については政治家・企業・警察を内包した大組織で、日本の政治を根底から覆しかつてのナチス・ドイツ・ファシズムの再現を画策していると解釈している模様。
次回予告ではメインナレーションを担当。
爆薬仕込みの金属製カチューシャ
ブーメランとして使用するが、バイオ・フィードバックを発動させたいづみに粉砕されて以降は使用していない。
三枝佐織（さえぐさ さおり）〈16〉
演 - 桂川昌美
月浦高等学園生徒。能天気な性格。いづみに憧れる余り、後に晴海学園に転入する。
R機関については「チェンジマンなどのような悪い宇宙人の組織」、いづみを拉致して戦士にした動機は単に有名人で、強ければ誰でも良かったとそれぞれ解釈している模様。
ロックバンド・A-JARIのファン。
桑原健（くわばら けん）〈18〉
演 - 湯江健幸
プールバー「バーガー・イン・SAKI」ウェイター。

### 晴海学園高校
恵子たちが在籍する高校。制服は日本毛織のセーラー服。卒業前の行事ではダンスパーティー（プロム）が開催される。佐織曰く、偏差値は月浦高等学園より低い模様。
マーコ〈17〉
演 - 助川ユキ

アイ〈17〉
演 - 菅原仁美

祥子（しょうこ）〈17〉
演 - 山本恵美子

女子生徒
演 - 石原利志（第3話）、坂東一美（第3話）

男子生徒
演 - 岡本益寛（第3話）、薫田隆行（第4話）、香川大輔（第4話）、邨井靖（第4話）

警備員
演 - 鎌田功（第3話）

### R機関
超兵器開発を目的とする企業。
- フジテレビプロデューサーの石原隆は（放送当時の）現代に若者に於いて国は恐怖の印象を与える存在ではなく、カタルシスを感じさせる敵は企業ではないかと考え、視聴者が感情移入しやすいように怪しげな企業とした[11]。敵側の目標を考える際、突き詰めて考えるとクーデターになりそれはもう嘘っぽくなるとの理由から企業という組織を核に置いて考えた結果、「R機関」という形になったという[11]。

石津麟一郎（いしづ りんいちろう）
演 - 渡辺裕之
R機関の最高幹部で湾岸を牛耳る「石津産業」社長。
脱走したいづみにR機関、および超兵士製造計画の実態の追求を懸念して数々の刺客を送り込み彼女の動向を監視する。一方で自身も同一目的で「バーガー・イン・SAKI」の常連として来店しては健からビリヤードの名手と認知され、後に店番を任される関係に進展する。
当初は国防省のエリート将校であったが、当時の軍事力ではポスト核戦争の国防は不可能と悟った上、異常なまでに軍事に没頭するに連れ、やがてかつてのナチスを彷彿とさせる怪物に変貌を遂げる。折しも石津の才能を買った竜崎からR機関に抜擢され、大学時代に研究した生化学で自身の企業グループである「石津グループ」を隠れ蓑に、超兵士製造による軍事力で日本を影から支配しようと画策する。
R機関の危険因子としていづみの抹殺を画策する一方、自身の「作品」としては可愛く思う節もあり、「美しく、しなやかで…優しく、そして攻撃的」「我々はいづみを最終兵器として作り上げたつもりでいたが、実はいづみに教えられたのかも知れん。人間の持つ本当の魅力、本当の力を!」と幹部たちに力説した上で非難された際は激昂している。
滝沢（たきざわ）
演 - 神名良二

郷原剛
演 - 山田良隆（第1話）

吉岡（よしおか）
演 - 加藤照男（声 - 藤田昇）（第1話・第2話・第5話）

板倉（いたくら）
演 - 牧村泉三郎（第1話・第4話・第5話）

幹部たち
演 - 名取幸政（第1話・第4話・第11話）、坂口進也（第1話・第4話・第11話）、山本龍二（第1話・第4話・第11話）

関太
演 - 金泉健一郎（第1話）

ダークコートの男
演 - 城谷光俊（第1話）、甲斐新（第1話）、藤山健剛（第1話）、赤沼晃（第1話）、菊地寿幸（第1話）

スナイパー
演 - 高杉俊介（第2話）

ターミネーター
演 - 金田憲明（第3話）、藤山健剛（第3話）、栗原良二（第3話）

コンバットスーツの男
演 - 小林光雄（第4話）、山田祐巴（第4話）、篠原直義（第4話）、米山智之（第4話）、丹野謙次（第4話）、橋本雅之（第4話）

高山（たかやま）
演 - 草見潤平（第5話）
R機関隊長。

大道寺正樹（だいどうじ まさき）
演 - 佐々木勝彦（第7話）
表向きは文部局特別教育視察委員。健が偽造した「稲垣ヒロコ」名義の資料に目を通していたところ、いづみの写真を見て驚愕する。
滝沢の部下
演 - 森篤夫（第10話）

プロテクターの男
演 - 甲斐新（第11話）、菊地寿幸（第11話）、大保徹志（第11話）

飛葉亮（ひば りょう）
演 - 樋口悟郎（第12話）

コマンドー
演 - 赤沼晃（第12話）、大竹浩二（第12話）

神埼（かんざき）
演 - 手塚秀彰（第13話）

バイオ・フィードバック戦士
演 - 城谷光俊（第14話・最終話）、早川裕也（第14話・最終話）、安田仁子（第14話・最終話）

竜崎永悟（りゅうざき えいご）
演 - 木村元（第14話・最終話）
国防省副長官にして軍事研究家だが、裏の顔はR機関のトップ。

### 警視庁晴海警察署
藤原英二（ふじわら えいじ）〈42〉
演 - 地井武男
3年前に警官隊を率いていづみを追いつめた少年課刑事。厄年。柔道三段、空手三段。
刑事人生で唯一逮捕出来なかった経緯から、ウォーターフロントに帰還したいづみを当初は敵視して殺人者呼ばわりしていたが、早乙女哲治の一件から徐々に氷解していき、いづみたちの良き協力者となって行く。そしていづみとR機関との真相を知るに連れ遂には普通の高校生とまで言わしめる。
武藤萌（むとう もえ）
演 - 加藤麻里
少年課の婦警。通称「むーちゃん」。
いづみのリストの捜査を藤原に依頼され、厄年でヒラ刑事にもかかわらずいづみ逮捕に執念を燃やす彼に昇進試験の準備を進言するも、リストが見付かるまで捜査を継続するよう冷淡に返答された際は悪態を突いている。藤原がいづみ逮捕に固執する理由は彼の好みの女性のタイプがいづみだからと盲信する節があり、晴海署で初対面の彼女に対して名前を言い当てた上で前述の件を告白した際は、いづみを呆気に取らせている。
コンピューターの天才で、ハッカー仲間しか知らない「ダーティーダイヤルプログラム」を用いたハッキングを時折行なっている。
東大寺徹（とうだいじ とおる）
演 - 原島達也
藤原の部下の刑事。
沢田（さわだ）
演 - 本郷直樹（第6話）
晴海署署長。大卒のエリート。
出所した早乙女哲治が藤原を殺害すれば自身は関与しなくて済む意図から彼に2週間の休暇を命じる。

### ゲスト

#### 第2話
麗子（れいこ）〈享年18〉
演 - 大津和代

暴走族
演 - 林高行、近藤克明

#### 第3話
バイク便の男
演 - 三上祐

#### 第5話
神谷俊次（かみや しゅんじ）〈享年17〉
演 - 神谷政浩（声 - 和沢昌治）
闇学中のスプリンター。

#### 第6話
早乙女哲治（さおとめ てつじ）
演 - 福田健次
ウォーターフロントのチンピラを従えるほどの乱暴者で、闇学生でさえ手が出せない青年。
普段は無口であるが、憤慨すると二の腕の蠍の刺青が赤く変色して凶暴になることから「サソリの哲」と呼称されている。
ある日、他の警官が見て見ぬ振りをする中、小さな賭博容疑で藤原に無理矢理逮捕され、東東京刑務所に服役後、模範囚として刑期が半年短縮した上で出所して、藤原や恵子を驚愕させる。そうした経緯から、藤原への復讐を画策し誘き出すために、ウォーターフロントの店を次々に破壊して行く。そして「バーガー・イン・SAKI」への襲撃で藤原と対峙し、明朝6時に13番埠頭での決着を約束させる。藤原が一晩練習した手錠投げを一蹴して優勢に立つが、劣勢に立たされた藤原に助太刀を懇願され急遽加勢したいづみと藤原の連携攻撃の前に敗れる。
その後、いづみの活躍を知った被害者から『24時間テレビ』で貯金していた金銭がいづみにカンパされ、佐織曰く「（いづみの）一年間の家賃分」に匹敵する金額であることから、恵子に事件解決業の開業を着想する契機を与える発端となった人物でもある。
サブ
演 - 湯田邦晶
早乙女の子分。
タツ
演 - 久保寺健之
早乙女の子分。
葉山タカシ（はやま タカシ）
演 - 安藤一人
銀座ヨットハーバー店員。

#### 第7話
星野明子（ほしの あきこ）
演 - 中島葵
北洋高校女性教師。
いづみたちを廃棄物や不良品と見做し、反省文によっては自主退学の勧誘もあり得ること、午後3時半まで教室を無断で出れば退学希望したと見做すと威嚇する。
5人の下校後「私たちは不良品以外の何物でもありません。深く反省します」と記入していた反省文を手に唖然とする。
深町信太郎（ふかまち しんたろう）
演 - 保坂尚輝
北洋高校生徒。
これまで悪事があるといつも自身に矛先が向けられた経緯から4人に無愛想な態度を取るものの、彼らの境遇を知り、田代が提案した職員室でのサッカーを契機に氷解する。その直後、校長室で大道寺に退学を宣告された上「クズとなって街に埋もれるか、英雄となるか、君の自由だ」とR機関へ勧誘される。大道寺の煽動からトレンチナイフでいづみに襲撃を試みるが一蹴される。いづみのバイオ・フィードバック発動を目的に大道寺がいづみに襲撃するところで妨害し、大道寺打倒の一助となる。
村山治（むらやま おさむ）
演 - 佐藤直幸
北洋高校生徒。
周囲の期待に応える疲弊からある日、全教科のテストを白紙で提出する。
田代洋平（たしろ ようへい）
演 - 岩本宗規
北洋高校生徒。
嫌と言えずどこでも気を遣う性格で、いつからか居場所を失くしてしまう。
宮園優子（みやざと ゆうこ）
演 - 久保田理香
北洋高校生徒。
水泳選手として期待されていたが、次第に情熱が希薄になり、ある大会でゴール手前で棄権してしまった経緯から自身と同様の境遇の村山に同情する。

#### 第8話
如月智子（きさらぎ ともこ）〈17〉
演 - 森村聡美
如月財閥の一人娘。
金力・知力・体力の全てに恵まれ勝ち気な性格で藤原曰く「我儘娘」。
ある日、街でひったくり犯を一撃で仕留めたいづみを目撃して以来、勝利への渇きから彼女に興味を抱きライバル視する。
智子へのクリスマスプレゼントの配達を辻に依頼され如月邸に訪れた恵子の正体を看破して、いづみを誘き出そうと画策するが佐織に消火器で妨害され、自身の親衛隊「暴走レインボー」を招集して追跡を命じる。
暴走レインボーに捕獲されクリスマスツリーに緊縛した恵子の救出に現れたいづみにフェンシングでの勝負を挑む。彼女のエペで水路に着水してもなお、勝負を続行するがいづみの攻勢で左肩を剣先で衝かれて地面に倒れ号泣する。
辻真一（つじ しんいち）
演 - 長江英和
如月家に仕える執事。
いづみに成り済ました恵子に智子へのクリスマスプレゼントの配達を依頼する。
フェンシング勝負でいづみに大敗した智子のプライドを守るため、甲冑の剣でいづみへの復讐を試みるも、バイオ・フィードバックの発動で剣を奪取された上、刀身を折り曲げた彼女の右ストレートを前に気絶する。

#### 第9話
A-JARI
演 - A-JARI（本人）

大津（おおつ）
演 - 福岡康裕
暴力組織のリーダー格。
矢追竜二（やおい りゅうじ）
演 - 篠塚勝
街のジャリを拾い上げ、一流のミュージシャンに育て上げるウォーターフロントの名マネージャー。
ある日、いづみたち3人がA-JARIのライブの帰り際に高架下でA-JARIのピンハネの件で大津に殴打されているところを3人に助けられた経緯から3人にA-JARIのボディーガードを依頼する。
10年前は名ギタリストで山下らの横暴に屈伏しなかったため、右手に重傷を負わされた苦い過去からA-JARIの成功に懸けている。
後日、A-JARIの演奏の練習中に席を外した際、大津に拳銃で脅迫されA-JARIのライブの中止を決断するが、佐織が持参したラジカセから流れた「LOOKIN' fOR THE NITE」のイントロからA-JARIの素晴らしさを再認識させられ中止を撤回する。
ライブ当日、清掃員に変装したヤス・ブチにボーカルの本多克典が拉致され、いづみに彼の奪還を託す。その後もライブ中止を提案するも、本多の帰還を信じてライブを敢行するメンバーに胸を熱くする。
山下（やました）
演 - 浜田晃
大津のボス。

ヤス
演 - 若林立夫
山下の配下。
ブチ
演 - 久保田耕司
山下の配下。

#### 第10話
北里マリコ（きたざと マリコ）
演 - 布瀬智子
北里花屋を経営するイサオの姉。
イサオがR機関の所有する倉庫から奪取した開発段階のサーモセンサースコープガンの奪還から、前日から北里花屋を徘徊している男たちの素性調査と撃退をいづみたちに依頼する。
北里イサオ（きたざと イサオ）
演 - 駒崎涼太郎
マリコの弟。
2年前の両親の事故死を発端にこれからは誰も助けてくれない、自身が強くならなければならないとの考えから様々な銃器やナイフに没頭しては日之出埠頭でサバイバルゲームを興じていた。そして3日前にR機関の所有する倉庫から開発段階のサーモセンサースコープガンを奪取して以降は毎晩のように出掛けていた。
R機関の男の一人に日之出埠頭第4倉庫で攫われ、バイオ・フィードバックの発動で銃器を使用せずに制圧したいづみの姿に胸を打たれそれまでの考えを改める。

#### 第11話
役名不明
演 - 早川昭彦、藤堂貴也

#### 第13話
役名不明
演 - 作原利男

#### 第14話
大野義一郎（おおの ぎいちろう）
演 - 大木史朗
コンピューター工学にかけて権威ある学者。
日本電子工学研究所から車を走行中に3人のバイオ・フィードバック戦士に襲撃される。同乗していた運転手と秘書が反撃を試みるも返り討ちに遭い、バイオ・フィードバック戦士の1人に殺害される。
政府特別調査室調査官
演 - 山中康司
藤原から話を聞くまではR機関、およびバイオ・フィードバック関連の事実を俄かに信用出来なかったものの、ある軍事施設が武器も使わず人間の手によって破壊され侵入された事件など、竜崎の周辺での不穏な動きから石津生存の可能性を示唆した上でいづみに協力を要請するが、人間ではなく道具としての扱いに激怒した彼女に拒否される。

## 用語
闇の学生中央委員会
ウォーターフロントの秩序の維持を名目に結成された同盟。通称「闇学中」。如月智子曰く「ドブネズミたちの集団」。晴海学園旧校舎の屋上に近い一室に秘密委員会室を構えている。
バイオ・フィードバック
大脳前頭葉部にある普段の意識状態とは異なる「変性意識」に直接働き掛け、その秘められた運動能力を引き出す能力。
超兵士製造計画（バイオ・フィードバック・プロジェクト）
近い将来の戦争に於いて最終兵器は人間自身になると言う概念の元、R機関が推進中の最重要機密事項。仮称：イ・ヅ・ミ・プロジェクト。訓練された優秀な人材から眠っている変性意識が引き出された時、人はその能力を超えたパワーを発揮するという。
ダーティーダイヤルプログラム
武藤萌が時折趣味で行なっているパソコン通信用語。
コンピューターが自動的に一定区域の電話番号を全てダイヤルした上でどこかのコンピューターに繋がるまで順に電話を掛け続ける。その後はパスワードで逆にどこのコンピューターか特定する。

## スタッフ
- 企画 - 前田和也（フジテレビ）、中曽根千治（東映）
- 脚本 - 我妻正義、武上純希、神戸一彦、柿崎明彦
- 音楽 - A-JARI
- 撮影 - 林迪雄、村上俊郎
- 照明 - 大須賀国男、上原福松、関口弥太郎
- 美術 - 野尻均、安井丸男
- 録音 - 岡田忠直
- 編集 - 只野信也
- 記録 - 佐々木禮子、石川和枝、森美禮、高橋久美子
- 助監督 - 武田秀雄
- 選曲 - 秋本彰、新井明美
- 整音 - 西田忠昭、川島一郎
- 効果 - 原田サウンド
- 装置 - 脇田紀三郎
- 計測 - 臼木敏博
- 装飾 - 装美社
- 火薬担当 - 橋本俊雄
- 衣裳 - 東京衣裳
- 美粧 - 木村美智代、佐藤泰子（サンメイク）
- アクションクリエーター - 上田弘司（大野剣友会アクションスタジオ）
- 協力 - オリエント時計株式会社、東京コアラトム、合同酒精牛久シャトー、バルハラデン、モデルガンMGC
- 広報 - 重岡由美子（フジテレビ）
- 進行主任 - 井口喜一
- 制作担当 - 田辺史子
- 現像 - 東映化学
- ナレーター - 睦五郎（第6話 - ）
- プロデューサー - 石原隆（フジテレビ）、手塚治（東映）
- 監督 - 大井利夫、前嶋守男
- 制作 - フジテレビ、東映

## 主題歌
- A-JARI「JUST FOR LOVE」（第1話 - 第10話）
- 五十嵐いづみ「素直になれなくて」（第11話 - 最終話）

A-JARIは音楽も担当し、『A・JARI FACTORY VOL.1 FOR SHOJYO COMMANDO "IZUMI"』(1988年、東芝EMI)としてアルバムがリリースされている。第9話では本人役でゲスト出演した。

## 挿入歌
- 五十嵐いづみ「エスケイプ!」
- 五十嵐いづみ「スカイバレー」
- 五十嵐いづみ「未完成」
- 五十嵐いづみ「さよならの迷路」
- 五十嵐いづみ「あなたを見ていたい」

なお、「エスケイプ!」は一時期（第3話・第4話）「エスケープ」とEDのクレジットに誤植されていた。

## 放送日程
| 各話                                                       | 放送日         | サブタイトル         | シナリオタイトル                   | ラテ欄                                 | 脚本              | 監督     | 視聴率 |
| ---------------------------------------------------------- | -------------- | -------------------- | ---------------------------------- | -------------------------------------- | ----------------- | -------- | ------ |
| 第1話                                                      | 1987年11月05日 | 最終兵器、脱出       | 脱出                               | 彼女は最終兵器                         | 我妻正義          | 大井利夫 | 9.0%   |
| 第2話                                                      | 11月12日       | 戦闘能力、全開       | 過去を知る少女 いづみは殺人者?     | 怒りが彼女の肉体を変える               | 武上純希          | 大井利夫 | 7.3%   |
| 第3話                                                      | 11月19日       | 三人のターミネーター | 三人のターミネーター 学園は戦場だ! | 3人のターミネーター・ 学園は戦場だ!!   | 武上純希          | 前嶋守男 | 7.9%   |
| 第4話                                                      | 11月26日       | おかしな2人、潜入    | 隠された三年間を追え（前編）       | おかしな2人潜入!! 密林に隠されたワナ   | 我妻正義          | 前嶋守男 | 6.6%   |
| 第5話                                                      | 12月03日       | あぶない2人、反撃    | 隠された三年間を追え（後編）       | あぶない2人反撃! 明かされた謎の過去    | 我妻正義          | 大井利夫 | 6.0%   |
| 第6話                                                      | 12月10日       | 伝説の悪! サソリ     | 藤原刑事、大殺界の日!              | 伝説のワル・さそり VSセーラ服軍団      | 武上純希          | 大井利夫 | 8.4%   |
| 第7話                                                      | 12月17日       | 戦う教室!            | 日曜日の五人                       | 戦う教室! 学園よ燃えろ!!               | 我妻正義          | 前嶋守男 | 8.9%   |
| 第8話                                                      | 12月24日       | 聖夜                 | 最終兵器のクリスマス               | 聖夜・クリスマス パーティーをつぶせ!!  | 武上純希          | 前嶋守男 | 5.8%   |
| 第9話                                                      | 1988年01月07日 | コンサートをねらえ!  | A-JARIを救え! 最終兵器!!           | コンサートをねらえ!! 観客大パニック!!  | 武上純希          | 大井利夫 | 8.0%   |
| 第10話                                                     | 1月14日        | 花を売る女戦士       | 街角攻防戦                         | 花を売る女戦士・ 敵か味方か!? 謎の少年 | 神戸一彦          | 大井利夫 | 9.3%   |
| 第11話                                                     | 1月21日        | 明かされた秘密!      | 今、対決の時!                      | 今明かされる秘密! 本当の敵はおまえだ   | 我妻正義 神戸一彦 | 前嶋守男 | 6.3%   |
| 第12話                                                     | 1月28日        | 恐怖のパーティ       | 最終兵器、稼働!                    | 恐怖のパーティー!! 地獄と化した卒業式  | 柿崎明彦          | 前嶋守男 | 6.0%   |
| 第13話                                                     | 2月04日        | 最後の戦い           | 最終兵器 〜恵子を救え!             | 最後の戦い! 最強の敵は親友だった!!     | 我妻正義 武上純希 | 前嶋守男 | 7.1%   |
| 第14話                                                     | 2月11日        | 生きていた敵!        | ラストバトルII（前編）             | 生きていた敵! 大都会が消滅する日!!     | 我妻正義 神戸一彦 | 大井利夫 | 3.6%   |
| 最終話                                                     | 2月18日        | セーラー服戦士の伝説 | ラストバトルII（後編）             | セーラー服戦士の死!! 怒りのバズーカ    | 我妻正義          | 大井利夫 | 6.6%   |
| 平均視聴率 7.12%（視聴率は関東地区・ビデオリサーチ社調べ） |                |                      |                                    |                                        |                   |          |        |

## 放送局
系列は当時のもの
| 対象地域       | 放送局         | 系列                                         | 放送日時           | 備考   |
| -------------- | -------------- | -------------------------------------------- | ------------------ | ------ |
| 関東広域圏     | フジテレビ     | フジテレビ系列                               | 木曜 19:30 - 20:00 | 制作局 |
| 北海道         | 北海道文化放送 | フジテレビ系列                               |                    |        |
| 青森県         | 青森テレビ     | TBS系列                                      |                    |        |
| 秋田県         | 秋田テレビ     | フジテレビ系列                               | 木曜 19:30 - 20:00 |        |
| 山形県         | 山形テレビ     | フジテレビ系列                               |                    |        |
| 宮城県         | 仙台放送       | フジテレビ系列                               | 木曜 19:30 - 20:00 |        |
| 福島県         | 福島テレビ     | フジテレビ系列                               | 木曜 19:30 - 20:00 |        |
| 山梨県         | 山梨放送       | 日本テレビ系列                               |                    |        |
| 新潟県         | 新潟総合テレビ | フジテレビ系列                               |                    |        |
| 長野県         | 長野放送       | フジテレビ系列                               |                    |        |
| 静岡県         | テレビ静岡     | フジテレビ系列                               |                    |        |
| 富山県         | 富山テレビ     | フジテレビ系列                               | 木曜 19:30 - 20:00 |        |
| 石川県         | 石川テレビ     | フジテレビ系列                               | 木曜 19:30 - 20:00 |        |
| 福井県         | 福井テレビ     | フジテレビ系列                               | 木曜 19:30 - 20:00 |        |
| 中京広域圏     | 東海テレビ     | フジテレビ系列                               |                    |        |
| 近畿広域圏     | 関西テレビ     | フジテレビ系列                               | 木曜 19:30 - 20:00 |        |
| 島根県・鳥取県 | 山陰中央テレビ | フジテレビ系列                               |                    |        |
| 岡山県・香川県 | 岡山放送       | フジテレビ系列                               |                    |        |
| 広島県         | テレビ新広島   | フジテレビ系列                               |                    |        |
| 山口県         | テレビ山口     | フジテレビ系列 TBS系列                       |                    |        |
| 徳島県         | 四国放送       | 日本テレビ系列                               |                    |        |
| 愛媛県         | テレビ愛媛     | フジテレビ系列                               |                    |        |
| 高知県         | テレビ高知     | TBS系列                                      |                    |        |
| 福岡県         | テレビ西日本   | フジテレビ系列                               |                    |        |
| 佐賀県         | サガテレビ     | フジテレビ系列                               |                    |        |
| 長崎県         | テレビ長崎     | フジテレビ系列 日本テレビ系列                |                    |        |
| 熊本県         | テレビ熊本     | フジテレビ系列 テレビ朝日系列                |                    |        |
| 大分県         | テレビ大分     | フジテレビ系列 日本テレビ系列 テレビ朝日系列 |                    |        |
| 宮崎県         | テレビ宮崎     | フジテレビ系列 日本テレビ系列 テレビ朝日系列 |                    |        |
| 鹿児島県       | 鹿児島テレビ   | フジテレビ系列 日本テレビ系列                |                    |        |
| 沖縄県         | 沖縄テレビ     | フジテレビ系列                               |                    |        |

## その他
- 番組エンディングでの五条いづみの台詞は「あなたがターゲット、バーン!」だった。『スケバン刑事』シリーズでは次回予告の最後に流れたが本作品はスポンサー読みののちに流れた。

## 再放送・配信
衛星波の再放送は東映チャンネルで再放送された。動画配信サイトの再配信ではYouTube「TOEI Xstream theater」で2021年11月10日から2022年2月16日まで1話ずつ配信した（第1話のみプレミア公開の後、最終話の配信から1週間後まで視聴可能）。